# Josef Hradil
Josef Hradil (22. listopad 1924 Praha – 26. říjen 2008 Mnichovo Hradiště) byl českým esperantistou, praktickým lékařem pro dospělé v Mnichově Hradišti, čestným členem Českého esperantského svazu, čestným předsedou esperantského klubu v Mladé Boleslavi a Mnichově Hradišti.

## Život
Pocházel z rodiny zakladatele lázní Skokovy v Českém ráji.
Po mnoho let byl vůdčí postavou esperantského hnutí v Mnichově Hradišti (redigoval bulletin Verda Familio) a někdejší lékařské sekce Českého esperantského svazu (redigoval časopisy Medicinistaj Novaĵoj a Sano). byl také vedoucím Medicínské sekce Světového esperantského svazu, pro nějž sestavil odborný lékařský slovník Esperanta medicina terminaro (první vydání r. 1979). Je tvůrcem esperantské lékařské terminologie. Byl členem Světového medicínského svazu.
Na první mezinárodní konferenci zdravotníků-esperantistů, konající se od 13. do 17. července 1977 na Lékařské akademii Jagelonské univerzity v Krakově, převzal od rektora lékařské fakulty, prof. T. Popiela, jubilejní Koperníkovu medaili za své mnoholeté redakční úsilí a snahu rozšířit mezinárodní jazyk v lékařských kruzích.
Dr. Hradil za svůj život učil esperantu více než 400 osob. Pohřben byl 3. listopadu 2008.

## Dílo

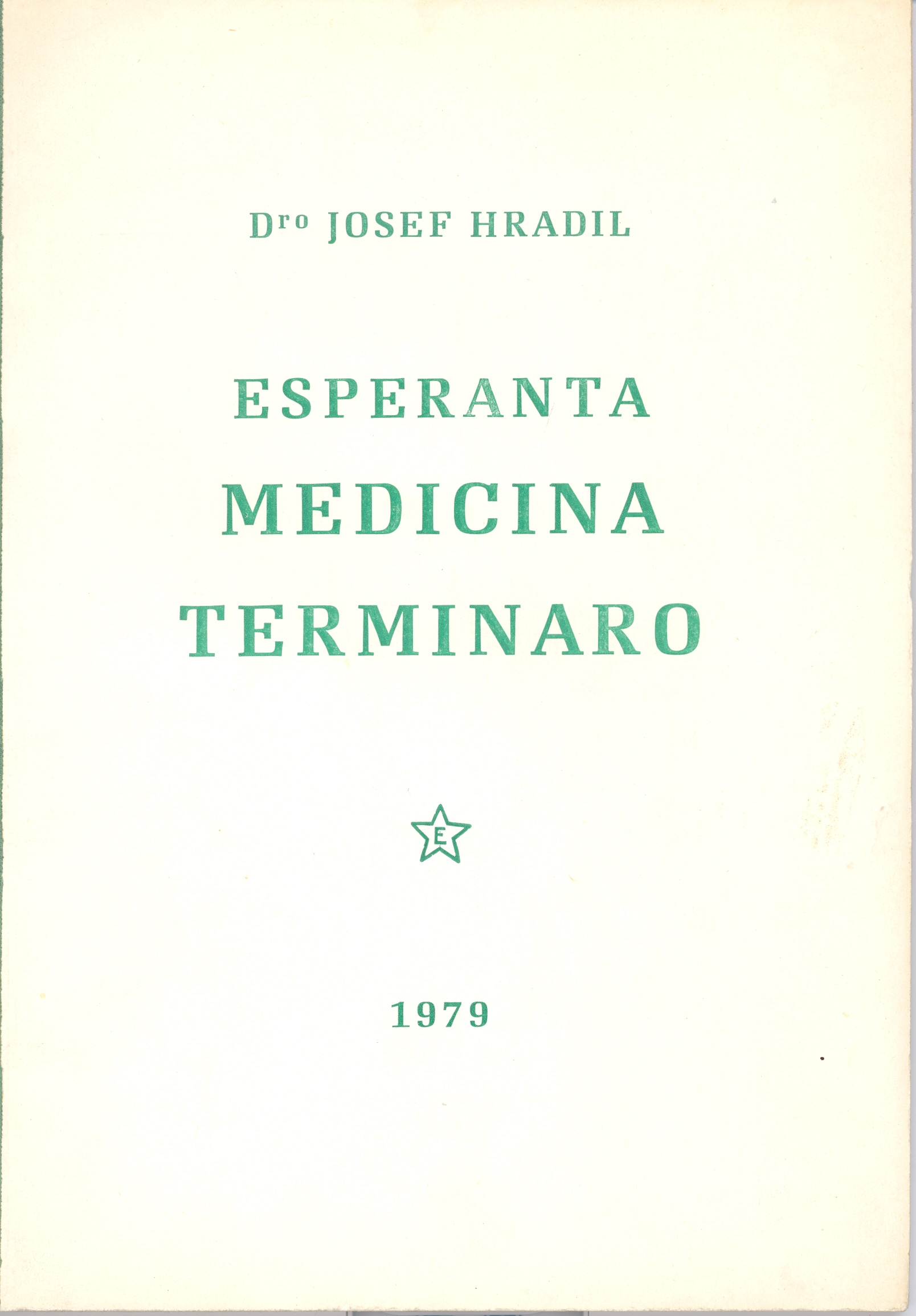
Esperanta medicina terminaro

Celé dílo Josefa Hradila bylo uvolněno pod licencí Creative Commons Uveďte autora-Zachovejte licenci 3.0 Česko. Podepsané prohlášení se nachází v archivu Českého esperantského svazu.
- Mezinárodní jazyk pro zdravotníky. Přehled esperantské mluvnice se zaměřením pro potřebu zdravotníků (Internacia lingvo por medicinistoj. Supervido de Esperanto-gramatiko konsidere bezonojn de la medicinistoj, 1969)
- Esperanta medicina terminaro (1979, Medicinista Sekcio de la Ĉeĥa Esperanto Asocio)

### Články
- Ĉu ni zorgas pri nia estonteco? (Starto 6/1971)
- La movado estas universala, sed ni pensas kaj agas Eŭrope (Starto 1/1981)
- Esperanto a medicína (Esperanto kaj medicino, Starto 1/1983)